# Cynoglossum ritchiei
Cynoglossum ritchiei är en strävbladig växtart som beskrevs av Charles Baron Clarke. Cynoglossum ritchiei ingår i släktet hundtungor, och familjen strävbladiga växter. Inga underarter finns listade i Catalogue of Life.